# Gélinotte huppée
Bonasa umbellus
Genre
Espèce
Statut de conservation UICN

 LC  : Préoccupation mineure
La Gélinotte huppée (Bonasa umbellus) est communément appelée perdrix en Amérique du Nord.  Il s'agit du gibier à plumes le plus répandu en Amérique du Nord. Son habitat de reproduction est la forêt canadienne et le nord des États-Unis incluant l'Alaska. Elle niche au sol dans des taillis, habituellement près de souches ou de troncs d'arbres.

## Taxonomie
La gélinotte huppée (Bonasa umbellus) a d'abord été décrite par Linnaeus qui l'a classée comme Tetrao umbellus, la plaçant dans une sous-famille avec la gélinotte d'Eurasie. Le genre Bonasa a été appliqué par le naturaliste britannique John Francis Stephens en 1819. La gélinotte huppée est le nom commun le plus utilisé car il ne s'applique qu'à cette espèce. Cependant, les noms vernaculaires trompeurs abondent, et on l'appelle souvent perdrix.
Selon la classification de référence du Congrès ornithologique international (14.2, 2024) elle se répartit en 13 sous-espèces :
- B. u. yukonensis Grinnell, 1916 — Alaska, Yukon et centre-ouest du Canada
- B. u. umbelloides (Douglas, 1829) — du sud-est de l'Alaska au Québec
- B. u. labradorensis Ouellet, 1991 — péninsule du Labrador
- B. u. castanea Aldrich & Friedmann, 1943 — péninsule Olympique
- B. u. obscura Todd, 1947 — nord de l'Ontario
- B. u. sabini (Douglas, 1829) — litoral pacifique
- B. u. brunnescens Conover, 1935 — île Vancouver
- B. u. togata (Linné, 1766) — sud-est du Canada et nord des États-Unis
- B. u. mediana Todd, 1940 — Minnesota et sud du Wisconsin
- B. u. phaios Aldrich & Friedmann, 1943 — de la Colombie-Britannique à l'Oregon et l'Idaho
- B. u. incana Aldrich & Friedmann, 1943 — centre-nordouest
- B. u. monticola Todd, 1940 — centre/est
- B. u. umbellus (Linné, 1766) — centre-est

## Morphologie
Cet oiseau mesure environ 45 cm de longueur pour une masse de 680 à 850 g chez le mâle et 481 à 623 g chez la femelle.
Cet oiseau ressemble à une petite poule ayant une huppe de plumes à la place de la crête charnue. Au cou, la gélinotte porte une collerette noire ou brun rougeâtre. Sa queue se déploie en un éventail lorsqu'elle marche ou vole. Une bande subterminale brune garnit cette queue.  La femelle est plus petite avec une raie subterminale interrompue au milieu de l'éventail de la queue. Le mâle porte aussi deux taches en forme d'œil sur les plumes de chaque côté de l'anus. On rencontre deux colorations différentes de la queue : couleur rouille au sud de l'aire de répartition de la gélinotte et grise au nord.

## Habitat
Les bois mixtes de feuillus et de conifères, la lisière des bois, les clairières, les abords des cours d'eau ornés de saules et d'aulnes et les vergers de fermes abandonnées sont des lieux propices pour retrouver la gélinotte. En hiver, elle s'abrite souvent dans les branchages des conifères plus favorables à la dissimulation et protégeant mieux du vent et de la neige que les branches nues des arbres à feuilles caduques.
Son habitat de reproduction est la forêt canadienne et le nord des États-Unis incluant l'Alaska. Au Québec, elle se retrouve du nord au sud de la province incluant l'île d'Anticosti. Par contre, elle demeure absente dans les îles de la Madeleine.
La gélinotte huppée est l'oiseau emblème de l’État américain de Pennsylvanie.

## Comportement

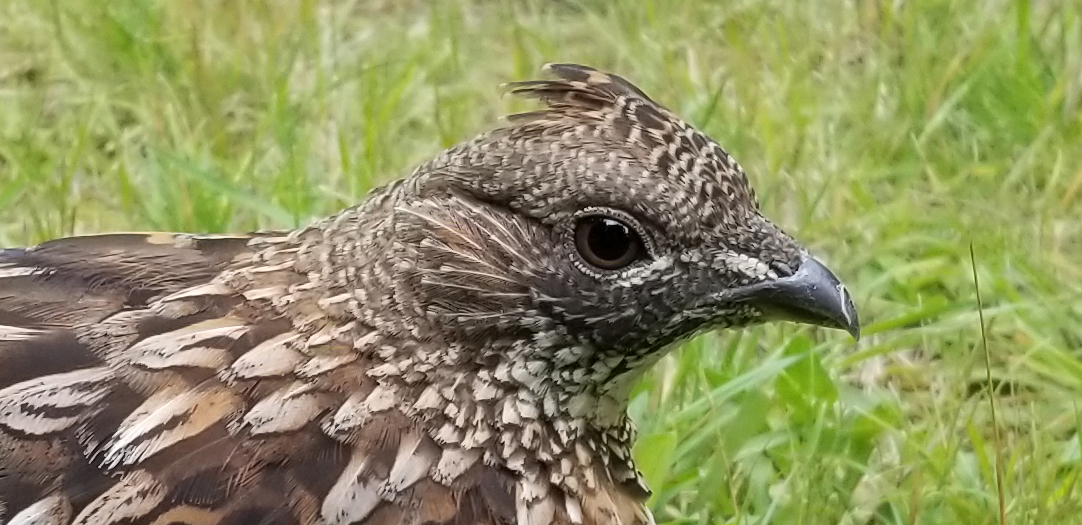
Les perdrix mâles se reconnaissent à leur huppe, c’est-à-dire à la petite touffe de plumes saillante qui se trouve sur le dessus de leur tête.

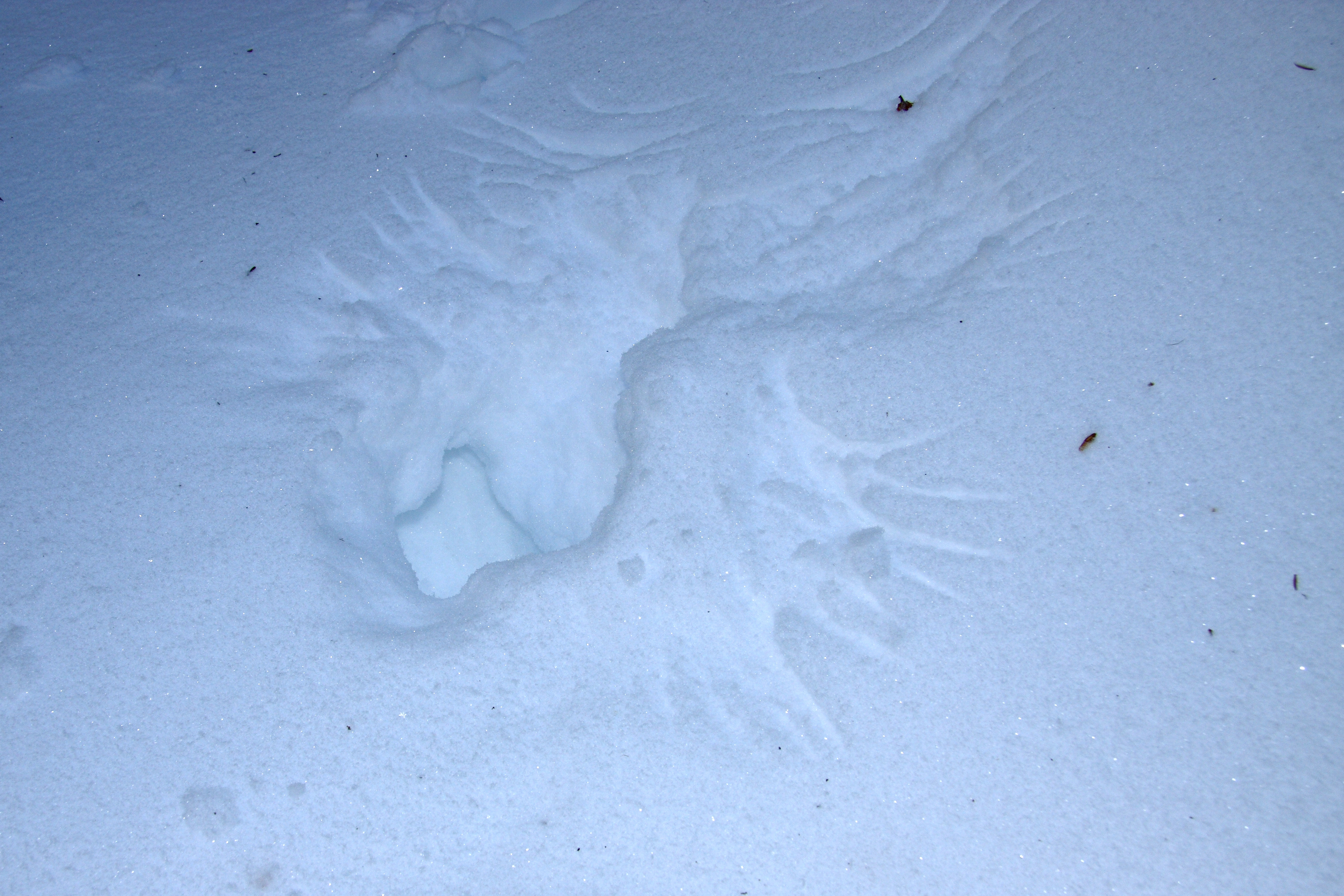
Abri dans la neige et traces d'envol

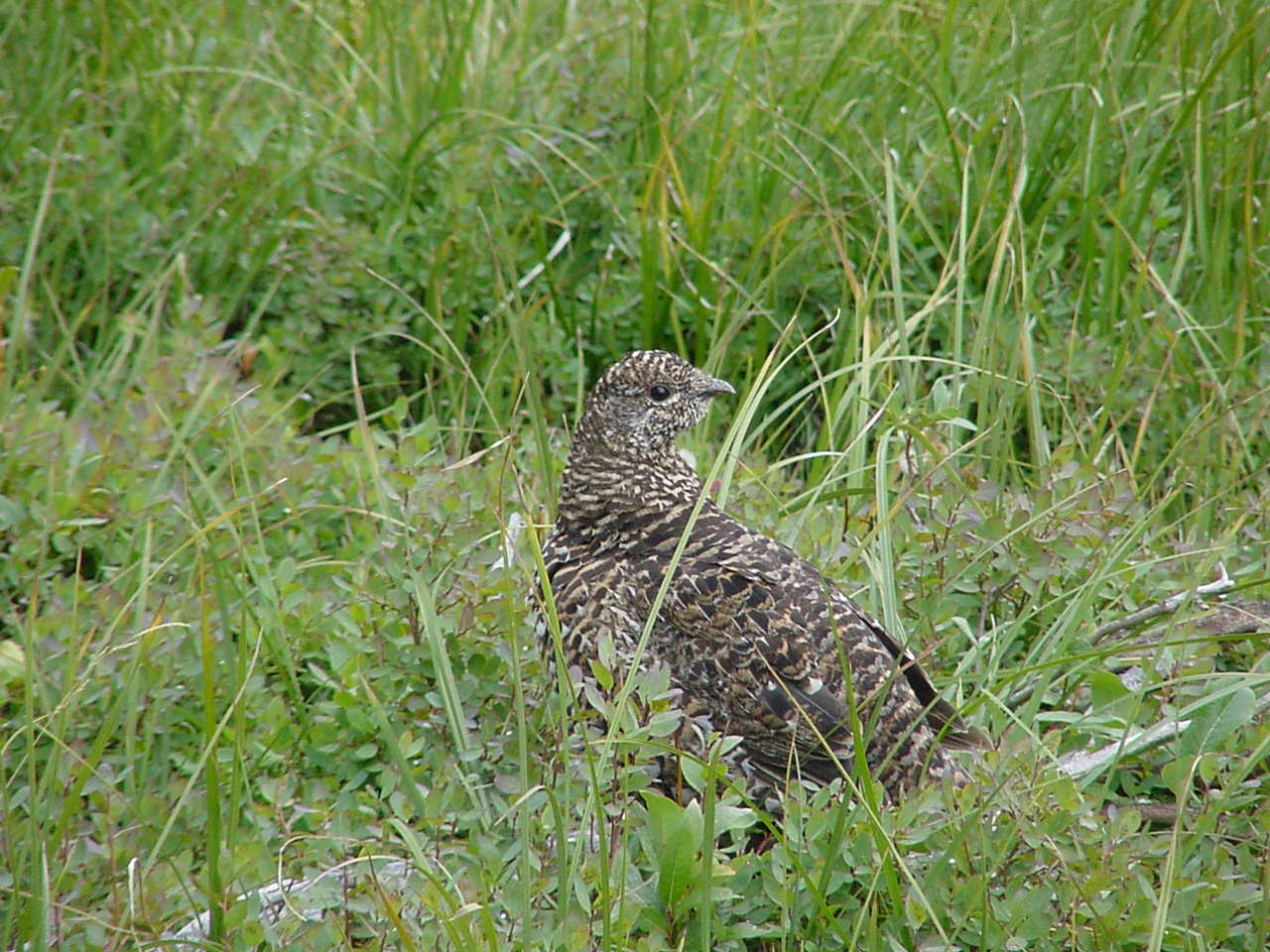
Bonasa umbellus (Boise National Forest, Idaho)

La gélinotte niche dans les arbres durant la nuit. Pendant l'hiver, elle peut aussi creuser des trous dans la neige pour s'abriter.
Les accouplements se déroulent la plupart du temps au début du printemps. Pour séduire la femelle, le mâle gonfle son plumage et dresse sa crête. La gélinotte est polygyne ; une fois fécondée, la femelle niche seule. Le nid est à terre, souvent au pied d'un arbre ou d'un autre abri. Elle produit entre neuf et douze œufs tachetés de brun qu'elle couve pendant environ vingt-quatre jours. Les poussins sont précoces ; ils sont capables de se nourrir seuls dès quelques heures après leur naissance et commencent à voler au bout d'une douzaine de jours.
La gélinotte huppée ne migre pas et demeure dans la même région à longueur d'année. L'hiver, elle peut effectuer de petits déplacements pour rechercher de la nourriture ou un abri surtout lorsque la couche de neige est abondante. Des écailles poussent sous leurs griffes afin d'augmenter leur surface et ainsi faciliter la marche sur la neige. Elle les perd au printemps.

### Alimentation
L'hiver, la gélinotte se nourrit principalement de bourgeons, notamment ceux des chatons de tremble, et de graines de sumac et d'autres arbustes. Au printemps, elle mange surtout de jeunes feuilles de tremble, de bouleau, de merisier, de pommier, de saule, de trèfle, de pissenlit ou de fraise des bois. Durant l'été et l'automne, cet oiseau consomme des fruits comme ceux du cornouiller ou de l'aubépine, des glands, des pommes, des mures, des myrtilles, des faînes ou des merises ainsi que des galles de chêne.
Le régime alimentaire des jeunes est composé de petits insectes et de petits invertébrés.

## Prédation
Les prédateurs des gélinottes adultes sont les rapaces et les renards. Les œufs sont la cible des ratons-laveurs, des opossums, des moufettes, des renards, des tamias et de certaines espèces de serpents.
Les gélinottes étaient déjà chassées ou piégées par les Amérindiens pour leur chair, mais elles étaient peu communes à cette époque. C'est avec les premiers colons, la déforestation et l'agriculture que les populations de cet oiseau augmentèrent.
La gélinotte huppée est un gibier populaire et prisé par les chasseurs. La chasse a lieu à l'automne, généralement entre septembre et janvier selon les régions. Elle se pratique principalement avec un fusil de chasse ou, à l'occasion, avec une carabine de chasse de petit calibre. Sa chair au goût fin est jugée délicieuse par les connaisseurs. On estime que la chasse prélève moins de 30 % de la population automnale sur un territoire donné.